# Кэмерон, Джордж Гленн
Кэмерон, Джордж Гленн (30 июля 1905, Вашингтон, штат Пенсильвания — 14 сентября 1979, Анн-Арбор, штат Мичиган) — историк и филолог, американский ассириолог и иранист.

## Биография
В 1932 г. Кэмерон был назначен преподавателем по восточным языкам и истории в Институте востоковедения Чикагского университета. В следующем году стал доцентом. С 1933 по 1948 гг. работал редактором журнала «Ближневосточные языки». С 1939 по 1948 гг. работал в Персеполе, присоединившись к экспедиции Эриха Шмидта. В 1948 г. основал при поддержке Фонда Карнеги, затем Фонд Форда факультет ближневосточных исследований в Мичиганском университете в Анн-Арборе. С 1948 по 1949 гг. Кэмерон возглавлял экспедицию в Бисотун.
Кэмерон на территории Ближнего Востока был авторитетным ученым, благодаря своим исследованиям: история раннего Ирана, 1936 г.; комплексное исследование 114 753 эламских дощечек; публикация текста из летописи Салманасара III (1950).

## Область научных интересов
Область научных интересов включает историю Древнего Ирана и Элама, исследование клинописных эламских документов. Эламские документы, найденные в персепольской царской сокровищнице, были изданы Джорджем Гленном Кэмероном. Так же им был опубликовал текст новых анналов Салманасара III 842 года до н. э.
Дж. Кэмерон предложил реконструкцию раннеахеменидской династии: Кир I царствовал в Аншане и Парсумаше, а Ариарамна и Аршама — в Парсе и обе последние страны были различными областями. Это предпоожение поддерживается В. Хинцем. Против нее выступал И. В. Пьянков, в связи с тем, что терминологически и политически Парсумаш и Персия — одна и та же страна.
Кэмерон и ряд других исследователей при анализе Геродота (III, 15), который пишет о том, что бывший фараон Псамметих, живший в Мемфисе, строил всяческие козни и подстрекал египтян к мятежу. Когда его изобличили, он по приказу Камбиза покончил самоубийством. полагают, что в данном тексте речь идет о восстании в первом году царствования Дария I.
Дж. Камерон поддержал гипотезу Дж. М. Балсера, который объяснял мнение, по которому греческие источники о скифском походе и сообщение Бехистунской надписи описывают одно и то же событие (поход против причерноморских скифов).

## Награды
- В 1927 г. Кэмерон получил степень бакалавра Университета Маскингам (Нью-Конкорд, штат Огайо).
- В 1949 г. от правительства Ирана получил орден Хомаюн 2 степени.
- В 1952 г. получил докторскую ученую степень Университетам Маскингам (Нью-Конкорд, штат Огайо).
- В 1972 г. в честь 67-летия Кэмерона, ему был посвящен выпуск журнала Американского восточного общества.
- В 1974 г. Кэмерон получил степень почетного доктора философии Тегеранского университета.

## Основные работы
- History of Early Iran, Chicago, 1936 (repr., Chicago, 1969; tr. E.-J. Levin, L’histoire de l’Iran antique, Paris, 1937);
- “Historical Background” and “Religious Background,” chapters 1 and 2 of G. Eisen, Ancient Oriental Cylinders and Other Seals, Oriental Institute Publications 47, Chicago, 1940, pp. 1–19;
- “Darius and Xerxes in Babylonia,” AJSLL 58, 1941, pp. 314–25;
- “Darius’ Daughter and the Persepolis Inscriptions,” JNES 1, 1942, pp. 214-18;
- Persepolis Treasury Tablets, Oriental Institute Publications 65, Chicago, 1948;
- “The Bisitun Carvings,” Naft Magazine, April, 1949, pp. 8–11;
- “The Testament of Darius the Great,” Life, May 23, 1949, pp. 149–52;
- “The Annals of Shalmaneser III, King of Assyria. A New Text,” Sumer 6, 1950, pp. 6–26;
- “Darius Carved History on Ageless Rock,” The National Geographic Magazine 98/6, 1950, pp. 825–44;
- “King Darius’ Story of His Conquests,” Michigan Alumnus 56/14, 1950, pp. 100-05;
- “A Message from Darius,” in The Story of Our Time, Encyclopaedia Yearbook (New York), 1950, pp. 58–60;
- “The "Daiva" Inscription of Xerxes: in Elamite,” Die Welt des Orients 2/5-6, 1959, pp. 470-76;
- “Elamite Cuneiform Documents from Persepolis,” in Akten des 24. Internationalen Orientalisten-Kongresses, München 1957, Wiesbaden, 1959, pp. 467–69;
- “The Elamite Text of the Bisitun Inscription,” Journal of Cuneiform Studies 14, 1959, pp. 59–68; “The Monuments of King Darius at Bisitun,” Archaeology 13, 1960, pp. 162–71;
- “A New Akkadian Inscription at Sar-i Pul, Iran,” Trudy Dvadtsat’-pyatogo Mezhdunarodnogo Kongressa Vostokovedov I, Moscow, 1960, pp. 242–43;
- “New Tablets from the Persepolis Treasury,” JNES 24, 1965, pp. 167–92;
- “A Lagash Mace Head Inscription,” Journal of Cuneiform Studies 20, 1966, p. 125;
- “An Inscription of Darius from Pasargadae,” Iran 5, 1967, pp. 7–10;
- “Zoroaster the Herdsman,” IIJ 10, 1968, pp. 261–81; signed contributions to E. F. Schmidt, Persepolis III: The Royal Tombs and Other Monuments, Oriental Institute Publications 70, Chicago, 1970 (see index, p. 170);
- “Persian Satrapies and Related Matters,” JNES 32, 1973, pp. 47–56;
- “Cyrus the "Father," and Babylonia,” in Commémoration Cyrus I: Hommage universel, Acta Iranica 1, Tehran and Liége, 1974, pp. 45-48.